# True Stories
Pour plus de détails, voir Fiche technique et Distribution.
True Stories est un film américain réalisé par David Byrne, sorti en 1986. C'est film musical réalisé dans un style documentaire décalé avec une bande-son des Talking Heads.

## Synopsis
Un étranger visite une petite ville du Texas dont les citoyens se préparent à célébrer le 150e anniversaire de la fondation. Il rencontre plusieurs personnages hauts en couleur, notamment Louis Fyne, célibataire au grand cœur en quête de l'âme sœur.

## Fiche technique
- Réalisation : David Byrne
- Scénario : Stephen Tobolowsky, Beth Henley et David Byrne
- Photographie : Edward Lachman
- Montage : Caroline Biggerstaff
- Musique : Talking Heads
- Sociétés de production : Gary Kurfirst Pictures, Pressman Film , True Stories Venture et Warner Bros.
- Pays de production :  États-Unis
- Langue originale : anglais
- Formats : Couleur - 1,85:1 - Dolby
- Genre : Film musical, comédie
- Durée : 90 minutes
- Dates de sortie : 
  - États-Unis : 10 octobre 1986
  - France : 1er avril 1987

## Distribution
- David Byrne : le narrateur
- John Goodman : Louis Fyne
- Annie McEnroe : Kay Culver
- Spalding Gray : Earl Culver
- Swoosie Kurtz : Miss Rollings
- Pops Staples : Mr. Tucker
- John Ingle : le prêcheur
- Tito Larriva : Ramon
- Jo Harvey Allen : la mythomane

## Accueil
Le film a été un échec commercial, ne rapportant que 2 545 000 $ aux États-Unis.
Il recueille 75 % de critiques favorables, avec une note moyenne de 6,4/10 et sur la base de 16 critiques collectées, sur le site Rotten Tomatoes.